# يان براينت
يان براينت (بالإنجليزية: Ian Bryant)‏ هو عالم حاسوب بريطاني، ولد في 1965 في إنجلترا في المملكة المتحدة.